# D. Appleton & Company
D. Appleton & Company était une maison d'édition américaine fondée à Boston en 1831 et qui se spécialisa au départ dans la littérature tout public, puis dans des guides de voyage, d'un prix très abordable. Après une croissance continue et de multiples acquisitions et fusions, la marque, absorbée, disparaît peu à peu à partir de 1973.

## Fondateur
Fondée par Daniel Appleton, né à Haverhill le 10 décembre 1785, ville dans laquelle il ouvrit une épicerie incluant de la vente de livres, puis il déménagea à Boston pour y établir une maison d'édition. Il meurt le 27 mars 1849 à New York.

## Chronologie

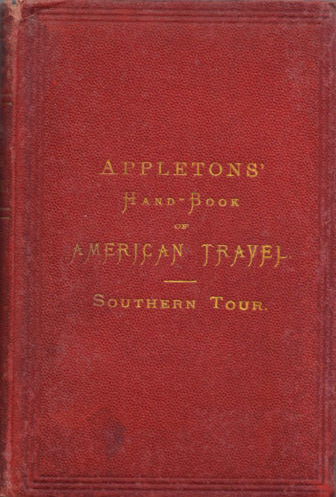
Couverture du guide Appletons'Hand-Book of American Travel - Southern Tour (1873).

- 1813 : Appleton s’établit à Boston et importe des livres d'Angleterre.
- 1825 : transfert du siège à New York et association avec Jonathan Leavitt.
- 1831 : publication du premier livre : Crumbs from the Master's Table par William Mason (1719-1791), un théologien.
- 1848 : Daniel Appleton cède la place à son fils William Henry Appleton (1814-1899) qui forma une société anonyme avec ses frères, John Adams Appleton (1817-1881), George Swett Appleton (1821-1878), Daniel Sidney Appleton (1824-1890), et Samuel Francis Appleton (1826-1883).
- 1849 : décès de Daniel Appleton.
- 1857 : premier éditeur new-yorkais à proposer de la vente par abonnement.
- 1872 : lancement du magazine Popular Science.
- 1875 : publication des souvenirs du général William Tecumseh Sherman, l'une des premières du genre.
- 1880 : cofondation de l'American Book Company.
- 1881 : Le siège passe de Leonard Street / Broadway  à Bond Street (New York).
- 1900 : revente de Popular Science.
- 1905 : Création de Robert Appleton Company pour publier la Catholic Encyclopedia.
- 1919 : J. W. Hiltman est nommé président.
- 1924 : acquisition de Stewart Kidd Publisher, cofondée en 1914.
- 1933 : fusion avec The Century Company, fondée en 1881, pour former l'Appleton-Century Company.
- 1945 : Revente du département hymn books (recueils de partitions) à Revell Publishing.
- 1948 : fusion avec F.S. Crofts Co., fondée en 1924, pour former Appleton-Century-Crofts.
- 1960 : le groupe est racheté par Meredith Publishing Company.
- 1974 : la branche Appleton est rachetée par Prentice Hall, la marque tend à disparaître.
- 1998 : Prentice Hall fusionne avec Pearson Education.

## Extrait du catalogue
- Poems by Amelia, par Amelia B. Coppuck Welby (1850).
- La Conquête du courage, par Stephen Crane (1895).
- Appleton's Cyclopedia of American Biography, en six volumes (1856).
- Appleton's Railroad and Steamboat Guide (1847).
- New American Cyclopædia en seize volumes (1857-1863), révisé et élargi en American Cyclopedia (1873-1876).
- Universal Cyclopædia & Atlas (1902).
- The Century Dictionary and Cyclopedia (1889-1891) et New Century Dictionary (1927—1963).
- Picturesque America, par William Cullen Bryant (1872).
- Unabridged English Dictionary (1859).
- Travaux de Jonathan Edwards (1834).
- Travaux scientifiques de Charles Darwin.
- Memoirs de William Tecumseh Sherman.
- The Works of Rudyard Kiplin, quinze volumes (1899).
- Travaux littéraires de Henry James.
- Travaux d'art d'Edith Wharton.
- Travaux d'architecture de Stanford White (1906).
- Gems of British Art (1857).
- Travail de Thomas Henry Huxley (1880).
- From the Manger to the Throne 1880—1889, par REV. T. DeWitt Talmage, D.D.